# Delinquent Habits
Delinquent Habits és un grup estatunidenc de música rap, format a Norwalk el 1991. Són coneguts pel seu rap chicano, que és alhora melòdic i hardcore. El seu primer àlbum va ser produït pel membre de Cypress Hill Sen Dog i va comptar amb aparicions convidades del propi Sen i del raper Hurricane G. Al seu segon àlbum, Here Come The Horns, hi torna a aparèixer Sen Dog així com el germà, el raper Mellow Man Ace. El melòdic Merry Go Round va comptar amb la cantant Michelle Belle.

## Discografia

### Àlbums
- Delinquent Habits (1996)
- Here Come the Horns (1998)
- Merry-Go-Round (2000)
- Freedom Band (2003)
- Dos Mundos, Dos Lenguas (2005)
- New and Improved (2006)
- The Common Man (2009)
- It Could Be Round Two (2017)[3]

## Cultura popular
- La cançó «Return of the Tres» apareix als llargmetratges Double Take (2001) i Harsh Times: vides al límit (2005). «Tres Delinquentes» va aparèixer a la comèdia de terror coreana The Quiet Family (1998) i a la pel·lícula Caos (2005).
- Diverses de les seves cançons apareixen a les bandes sonores de videojocs com Tony Hawk's Pro Skater 4, Total Overdose: A Gunslinger's Tale in Mexico i la seqüela oficial de Total Overdose, Chili Con Carnage.